# Una història del Bronx
Una història del Bronx (original en anglès A Bronx Tale) és una pel·lícula de drama criminal estatunidenca del 1993 dirigida per Robert De Niro i produïda per Jane Rosenthal, adaptada a partir de la peça teatral del mateix nom de 1989 de Chazz Palminteri. Ha estat doblada al català.
Narra la història del creixement d'un noi italoamericà, Calogero, que després de trobar-se amb un cap de la màfia local, es troba entre les temptacions del crim organitzat, el racisme a la seva comunitat i els valors del seu pare honest i treballador. La producció de Broadway es va convertir en pel·lícula amb canvis limitats, protagonitzada per Palminteri i De Niro.
De Niro, que va veure l'obra per primera vegada a Los Angeles el 1990, va obtenir els drets de Palminteri, amb la intenció de fer que l'obra fos el seu debut en la direcció. Aleshores, el duet va treballar en el guió amb l'objectiu de retenir molts dels aspectes del guió original, ja que es basava en gran part en la seva pròpia infància. La producció va començar el 1991 i es va finançar en col·laboració amb TriBeCa Productions i Savoy Pictures de De Niro, com a primera pel·lícula publicada per cada estudi.
La pel·lícula es va estrenar al Festival Internacional de Cinema de Toronto el 14 de setembre de 1993, i es va estrenar als Estats Units el 29 de setembre de 1993. La pel·lícula va obtenir un èxit comercial limitat, amb un import de més de 17 milions de dòlars. Tot i això, va tenir molt millor sort amb els crítics, que van lloar les actuacions dels protagonistes, i van llançar la carrera d'actor de Palminteri, alhora que van ajudar a De Niro a obtenir l'acceptació com a director.

## Argument
En 1960, Lorenzo (Robert De Niro) treballa com a conductor d'autobús de la MTA a Belmont, un barri de classe treballadora italoestatunidenc al Bronx, amb la seva esposa Rosina (Kathrine Narducci) i el seu fill Calogero (Francis Capra) de nou anys. Calogero s'enamora de la vida criminal i la presència de la màfia al seu veïnat, dirigida per Sonny (Chazz Palminteri). Un dia, Calogero és testimoni d'un assassinat comès per Sonny en defensa d'un amic. Quan Calogero decideix quedar-se callat en ser interrogat pels detectius de la policia de Nova York, Sonny li pren afecte i li dona el sobrenom de "C". Els homes de Sonny ofereixen a Lorenzo un treball més ben remunerat, però prefereix una vida respectuosa de la llei com a conductor d'autobús i declina cortesament. Sonny es fa amic de Calogero i li presenta a la seva banda. Calogero guanya propines per un valor de 600 $ treballant en el bar de la màfia i tirant daus, i Lorenzo el renya durament quan ho descobreix. També parla amb Sonny, li retorna els diners i, enutjat, li adverteix que es mantingui allunyat de Calogero.
Vuit anys després, Calogero, de 17 anys, s'ha convertit en un jove que ha estat visitant a Sonny regularment sense el coneixement del seu pare. Calogero també és part d'una colla de nois italoamericans locals que respon a Sonny. Més tard, Calogero coneix a una noia negra, Jane (Taral Hicks), i desenvolupen una amistat. Malgrat l'alt nivell de tensió racial i aversió entre italoamericans i negres al veïnat, Calogero organitza una cita amb Jane. Ell demana consells tant al seu pare com a Sonny, aquest últim li presta el seu cotxe. Més tard, els amics de Calogero colpegen als ciclistes negres que recorren el seu veïnat, malgrat els intents de Calogero de defensar-los. Un dels ciclistes resulta ser el germà de Jane, confon Calogero amb un dels assaltants i l'acusa de colpejar-lo quan ell i Jane es troben per a la seva cita. Calogero perd els estreps per l'acusació i li diu "negre", cosa que lamenta a l'instant. Jane se'n va amb el seu germà.
A casa, Calogero s'enfronta al seu pare, que el va veure conduir el cotxe de Sonny. Es produeix una discussió i Calogero fuig. Poc després, Calogero s'enfronta a Sonny i els seus sequaços, que van trobar una bomba al cotxe que C va usar i sospitaven que aquest planejava assassinar-lo. Calogero suplica entre llàgrimes la seva indestructible dedicació a Sonny. Sonny reconeix la innocència de Calogero i li permet marxar. Els nois negres llancen ous al bar habitual dels nois italoamericans en represàlia per la pallissa anterior, i els amics de Calogero planegen contraatacar usant còctels Molotov. Forcen Calogero a participar, però mentre hi van, Sonny deté el seu automòbil i ordena Calogero sortir. Calogero es posa al dia amb Jane, qui li diu que el seu germà havia admès que el noi que el va colpejar no era Calogero. Jane i Calogero fan les paus, però Calogero de sobte recorda els plans dels seus amics d'atacar el veïnat de Jane, i els dos s'afanyen a detenir-los. Calogero i Jane arriben per a trobar el cotxa dels nois italoamericans en flames. Durant l'atac, un noi negre retorna un còctel Molotov intacte a l'acte. En entrar per la finestra, encén els còctels molotov restants, cosa que provoca una explosió que mata a tots els que estan dins.
Calogero s'afanya a agrair-li a Sonny que li salvés la vida, però un assaltant dispara a Sonny al cap abans que Calogero pugui advertir-li. Més tard, Calogero s'assabenta que l'assaltant era el fill de l'home a qui Sonny va matar vuit anys abans. Al funeral de Sonny, nombroses persones venen a presentar els seus respectes. Quan la multitud es dispersa, un home solitari, Carmine (Joe Pesci), visita el funeral, al·legant que Sonny també li va salvar la vida. Calogero no reconeix Carmine fins que veu una cicatriu al front i s'adona que és l'home atacat a qui Sonny havia defensat quan va cometre l'assassinat. Calogero li pregunta si l'assassinat va ser per una baralla per l'estacionament, i Carmine respon que no. Carmine li diu a Calogero que reemplaçarà Sonny en el veïnat de moment, i li promet ajuda si alguna vegada la necessita. Carmine se'n va just quan el pare de Calogero arriba inesperadament per a presentar els seus respectes a Sonny. Lorenzo li agraeix que salvés la vida del seu fill i admet que mai l'havia odiat, però que l'havia ressentit per fer que Calogero creixés tan ràpid. Calogero i el seu pare tornen junts a casa mentre Calogero narra les lliçons que va aprendre dels seus dos mentors.

## Repartiment
- Robert De Niro - Lorenzo
- Chazz Palminteri - Sonny
- Lillo Brancato, Jr. - Calogero (17)
- Francis Capra - Calogero (9)
- Taral Hicks - Jane
- Kathrine Narducci - Rosina
- Clem Caserta - Jimmy Whispers
- Frank Pietrangolare - Danny K.O
- Alfred Sauchelli Jr. - Bobby Bars
- Robert D'Andrea - Tony Toupee
- Eddie Montanaro - Eddie Mush
- Fred Fischer - JoJo The Whale
- Dave Salerno - Frankie Coffeecake
- Joe D'Onofrio - Slick (17)
- Louis Vanaria - Crazy Mario
- Domenick Lombardozzi - Nicky Zero
- Joe Pesci - Carmine (sense acreditar)

## Premis i nominacions
| Any  | Premi              | Categoria                                                  | Nominat                                                                | resultat  |
| ---- | ------------------ | ---------------------------------------------------------- | ---------------------------------------------------------------------- | --------- |
| 1994 | Premi Artios       | Millor repartiment de llargmetratge                        | Ellen Chenoweth                                                        | Nominat   |
| 1994 | Premi Young Artist | Millor actor juvenil codirigit en un cinema cinematogràfic | Francis Capra                                                          | Nominat   |
| 1996 | Premi Sant Jordi   | Millor actor estranger                                     | Chazz Palminteri També per Bales sobre Broadway i Sospitosos habituals | Guanyador |